# Mas Bagudanys
Mas Bagudanys és una obra de Santa Cristina d'Aro (Baix Empordà) inclosa a l'Inventari del Patrimoni Arquitectònic de Catalunya.

## Descripció
Masia de cos únic longitudinal, on es pot observar una posterior ampliació pel canvi de color del material emprat en la façana; correspon a la part més antiga la banda de ponent. També hi ha diverses construccions adossades al cos principal: un petit forn de pa, un garatge i un porxo de construcció recent.
La masia és coberta per una teulada de doble vessant amb el carener paral·lel a la façana principal. Les obertures són totes de pedra i amb llindes, a excepció d'una porta d'arc de mig punt i dues arcades també de mig punt tancades per finestrals. El parament dels murs és de pedra, de mides diferents i disposada de manera irregular, mentre que totes les obertures són estructurades amb pedra a base de carreus i llindes grossos i ben polits.